# Раннє Середньовіччя в Норвегії
Раннє Середньовіччя в Норвегії припадає на період з 1066 по 1130 рік. Деякі норвезькі історики продовжують вважати епоху вікінгів феноменом в ранньому європейському середньовіччі, а не як власний історичний період. Це розширює період раннього середньовіччя в Норвегії приблизно на 300 років, з 750 по 1130 рік.
Цей час характеризувався внутрішнім миром і сильним економічним піднесенням завдяки міцній королівській владі і впливу церкви, а також введенню усталеної судової системи. Але відсутність закону про престолонаслідування призвела до розладу, і врешті-решт, після смерті Сігурда І Хрестоносця в 1130 році, до повної громадянської війни.

## Олаф ІІІ Спокійний
Після смерті короля Гаральда ІІІ Суворого його два сини Магнус і Олаф були проголошені королями. Магнус помер вже 1069 році, і Олаф став єдиним королем. Його прозвали «Kyrre», що означає «спокійний», «мирний».
Період правління Олафа був спокійним для королівства. Він заключив мир з данським королем Свейном ІІ Естрідсеном і королем Англії Вільгельмом Завойовником. Оскільки його правління   було відносно спокійним, то саг складалося мало. Однак це не означає, що його правління  нічим не відзначилося.  Навпаки, це був час зміцнення королівської влади, держави і судової системи. Свідченням того було збільшення королівської дружини, а королівський двір почав наслідувати церемоніали європейських дворів. 
В цей період контакти з римською церквою стали тісніші. Перші єпископські резиденції  виникли в Нідаросі (церковна назва Тронгейму), потім в Селії в 1070-ті рр. (єпископство було перенесене в Берген близько 1090 р.), а трохи згодом  і в Осло. У писемних джерелах ХІІ ст. згадуються єпископські резиденції Ставангер і Гамар.
Місіонерською церквою керував король. Він побудував перші церкви і наділив їх маєтками. Єпископи-місіонери перебували у складі королівської свити і, починаючи від часів правління Олафа ІІІ, їх призначав король. Введення нової релігії мало допомогти зруйнувати стару язичницьку суспільну організацію, як стояла в опозиції до короля. Ситуація була такою, у Трьоннелазі та Оппланні. Комбінований процес об’єднання країни та її християнізації у ХІІ ст. призвів до конфіскації великих селянських дворів, де поклонялися язичницьким богам, і подальшої передачі їхніх маєтків церкві. Так було створено дійовий церковний апарат, що пов’язав усю країну.

## Магнус ІІІ Босоніг
Правління короля Магнуса Босонога (Магнуса ІІІ Улавсона) відзначилося внутрішнім миром в Норвегії і водночас —  спробою відродити агресивну експансію вікінгів. Король Магнус більшу частину свого часу витрачав на участь в суперечках між норвезькими і кельтськими правителями в Ірландії, на Оркнейських та Гебридських островах. В результаті його походів багато островів було приєднано до королівства. 
Як верховний воєначальник король у різних регіонах країни укладав угоди із бондами про розміри постійних податей та військових зборів у кризових для країни ситуаціях.  Так було створено лейданг, військово-морське народне ополчення під егідою короля. Лейдангом називали і форму данини: бонди повинні були забезпечувати кораблі та залогу продуктами харчування і зброєю, що викликало у них незадоволення в силу частих і регулярних військових кампаній Магнуса. 

### Міста і суспільство
Аристократія та духовенство відігравали головну роль в середньовічній Норвегії, яка була аграрним суспільством (суспільством бондів — самостійних фермерів, власників спадкових земельних наділів). В народі рано проявилось усвідомлення необхідності виробити право, яке б регулювало взаємовідносини  між громадами (фюльке). Для цього декілька фюльке об’єднувалися в одні загальні збори — тинги . У період першого територіального об’єднання криїни в історичних джерелах з’являються згадки про лагтинги, яким підпорядковувалися значно більші регіони. Вони були верховною судовою та законотворчою інстанцією в Норвегії.  Два найдавніші з них, західнонорвезький Гулатинг та трьоннелазький Фростатинг, перебували під сильним впливом короля.
Найдавніші норвезькі міста виникли ще на першій стадії формування держави, прийшовши на зміну розгалуженій мережі місцевих та регіональних центрів, роль яких залежала здебільшого  від пір року. Із саг відомо, що процес містобудування розпочався десь близько 1000 р.: Тронгейм, Борг (Сапсборг) та Осло. За правління Олафа ІІІ Спокійного статус міста одержав Берген. Згадуються торгові міста Веей у Ромсдалі і Каупангер у Согні. Статус міста мали, вочевидь, Боргюнд у Сюннмьоре та Воган на Лофотенах. 1135 року англо-норманський історіограф Ордерікус Віталіс нарахував аж п’ять міст уздовж західного узбережжя Норвегії разом із Тенсбергом.  
Чисельність мешканців Норвегії зростала упродовж періоду, що тривав від часів вікінгів до середини Середньовіччя. З’явилися тисячі нових хуторів. Про стрімкий розвиток раннього норвезького суспільства  свідчать назви хуторів зі специфічними для тієї епохи мовними рисами. Особливо помітні 3–4 тисячі власних назв, що закінчуються на –rud і –rød (місце, яке розчищають під оранку), у яких відображена остання фаза у заселенні країни, тобто Х — перша половина XIV ст.

## Сини Магнуса
Після смерті короля Магнуса його троє синів поділили між собою країну. Ейстейн був старшим сином короля Магнуса ІІІ. Оскільки законних дітей у Магнуса не було, після його загибелі в Ірландії в 1103 році співправителями Норвегії формально стали Ейстейн  і два його молодших брати, Сігурд І Хрестоносець і Олаф Магнуссон. Олаф помер 1115 року, не досягши повноліття, а Ейстейн і Сігурд залишалися співправителями до смерті Ейстейна в 1123 році, після чого Сігурд залишився одноосібним правителем Норвегії. 
З 1107 по 1110 рік Сігурд брав участь в хрестовому поході, і Ейстейн був фактично одноосібним правителем країни. Попри напружені стосунки, їм вдалося уникнути взаємних конфліктів і продовжити реформування королівства і судової системи, початого Олафом ІІІ Спокійним. Зокрема, король Ейстейн І займався економічним і культурним розвитком королівства на початку ХІІ століття. При ньому було зведено кілька церков, засновано абатство Мункелів в Бергені. Він забезпечив нові прибутки за рахунок збільшення зовнішньої торгівлі, в той час як його молодший брат Сігурд І привіз багатства додому з походу вікінгів на Єрусалим.
Протягом мирного періоду міцнішав зв’язок з християнською Західною Європою.  До 1130 року церква все ще була фінансово дуже залежна від селян і політично захищена королівською владою, але врешті-решт вона почала будувати свою власну економічну базу на основі численних земельних пожертв і десятин. Зростаюча сила церкви відкрила можливості для сильнішого впливу церковної соціальної політики. Це стало очевидним в середині 1100-х рр. в період громадянської війни. 
Незважаючи на відносно стабільні та мирні політичні стосунки, періоди, коли країною водночас правили два чи більше королі, свідчать, що держава як політична одиниця тоді ще не існувала. Король Сігурд І Хрестоносець прожив останні сім років свого життя в якості єдиного правителя Норвегії. Після його смерті його син Магнус і молодший брат Сігурда, Гаральд IV Гіллі (його родинний зв’язок з Магнусом ІІІ Босоногим спірний) почали боротися за королівський титул. Ця міжусобиця з часом перетворилася на відкриту громадянську війну.